# 龙星的瓦尔尼尔
《龍星的瓦爾尼爾》是日式回合制角色扮演游戏，由Compile Heart开发，Idea Factory发行。
评论者部分给予游戏好评、部分认为毁誉参半，评论认为游戏战斗系统勝過以往Compile Heart作品，但其他方面乏善可陈。

## 情節
遊戲設定於巨大龍骨聳立的世界，主人公賽菲是一名狩獵魔女的骑士，在他執行任務走失濒死之時，被魔女米內莎與卡莉嘉洛使用龍血所救，变成了魔男。

## 發行
《龍星的瓦爾尼爾》于2018年10月11日在日本PlayStation 4上发行，2019年3月在台灣發行中文版，2019年6月在北美和欧洲發行。歐美版，两段过场动画遭到審查修改。
Windows版於2019年10月透過Steam發行。

## 评价
《龙星的瓦尔尼尔》的Metacritic汇总得分为75/100。Digitally Downloaded的马特·塞恩斯伯里给游戏打出90/100，称开发者以“丰富的故事”，使“廉價、杀必死JRPG……更进一步”，同時遊戲战斗“永不死板”。RPGFan的扎克·威尔克森打出79/100，称战斗系统是游戏的“真正亮点”，但故事“永无实现迷人引子的可能性”，而且“开头发生太多”，重要角色前半小时出尽，影响角色发展。西班牙IGN的布赖恩·桑塔纳打出65/100，批评游戏剧情简单、“角色平淡”，但对战斗系统及其策略要素表示称赞。

## 外部連結
- 官方网站：日文版、中文版